# Шубкин, Владимир Николаевич
Шубкин Владимир Николаевич — (10 мая 1943 года, город Красноярск, Красноярский край, СССР — 10 июля 2019 года, Красноярск, Россия) — советский и российский врач, ортопед-травматолог высшей категории, профессор, доктор медицинских наук, автор методик лечения сколиоза, главный травматолог Красноярского края.
Создал и опубликовал свыше 200 печатных работ, 5 монографий, 10 методических писем, 25 — рацпредложений, 9 авторских свидетельств на изобретение и 4 патента в области хирургического лечения травм и заболеваний позвоночника разрешенных Минздравом РФ к серийному производству и широкому клиническому применению.

## Биография
В пять лет у Владимира Николаевича умер отец, мужским началом в семье был дед. Мама, Клавдия Модестовна Сутягина, работала медицинской сестрой в отделении хирургии, а также анестезиологом. Многие хирурги начинали свой профессиональный путь в операционной рядом с ней. Клавдия постоянно была на работе, а Владимир оставался со своей старшей сестрой Галиной, находясь при этом под общим присмотром бабушки и дедушки. Интерес Владимира к медицине начал проявляться после того, как Клавдия, отдежурив сутки и придя домой, рассказывала о произошедшем на рабочем месте. Также Владимиру часто приходилось быть вместе с матерью и на рабочем месте.
Во время Второй мировой войны Клавдия работала вместе хирургом Лукой (Войно-Ясенецким). В то время он помогал семье Владимира продуктами. Из воспоминаний Владимира:
У него был хороший паёк, и он знал, что у неё маленький ребёнок — я. Можно сказать, что он вскормил меня. А в нашей академии, тогда институте, профессор Войно-Ясенецкий первый преподавал военно-полевую хирургию. Сейчас я читаю эти лекции — такая своего рода преемственность — достойный повод для гордости.
Сестра Владимира была в городе одной из ведущих прима-балерин, которая впоследствии увлекла его в самодеятельность во всех её видах.
В 4—5 классе Галина привела Владимира во Дворец пионеров, в балетную школу; там он занимался лет 7. В 14 лет Владимир начал заниматься боксом, а в школе стал играть в оркестре и лет десять играл на трубе.
У Владимира было четыре тёти, две из них преподавали французский и географию. Они часто собирались у Владимира дома и вели разговоры по-французски. Обсуждали литературу, многие другие вещи. Эти разговоры тоже с детства запали в душу Владимиру. Помогала развитию и становлению личности и хорошая домашняя библиотека. Так, в 14 лет Владимир прочитал «Философию духа» Гегеля. Всё вместе это формировало у Владимира основы внутреннего содержания.
На 4-м курсе Владимир познакомился с замечательным преподавателем Лазарем Львовичем Роднянским. С тех пор он больше не отходил от травматологии. После окончания института Лазарь Львович хотел, чтобы Владимир остался в институте, занимался наукой, но Владимир не мог отменить распределение, и когда Шубкин окончил вуз, Лазарь Львович сказал ему:
Ты поедешь в район, я знаю твои способности организационные, начнёшь там работать, станешь главным врачом, тебя затянет работа и ты оттуда не вернёшься.
Шубкин Владимир Николаевич отработал 4 года и получил приглашение в ординатуру. После с 1970 года работал в КрасГМУ.
За два года Владимир написал диссертацию, после этого защитил её. Занимался преподаванием студентам и впоследствии стал заведующим кафедры. Основная тема научных работ — лечение сколиоза позвоночника. Работа в этом направлении, на тот момент, продвигалась как нигде в стране — по высшему разряду. С новыми разработками Владимир вышел на международный уровень. Началось постоянное общение с заграничными специалистами, обмен опытом с японскими коллегами. В Китае программу лечения сколиоза позвоночника приняли как государственную.
В конце июня 2019 года поступил в Красноярскую краевую клиническую больницу с пневмонией. В начале июля состояние начало ухудшаться. Умер 10 июля 2019 года от остановки сердца.

## Научная деятельность
Окончил Красноярский государственный медицинский институт (академию) в 1966 году. 4 года работал травматологом и главным врачом Дзержинской ЦРБ. В 1969 году 17 марта был избран депутатом Дзержинского района. Специализацию по травматологии проходил в Новокузнецком ГИДУВе (1967), в ЦОЛИУВе (Москва, 1969); курсы главных врачей (Красноярск, 1969).
Новосибирский мед. институт ФПК (1973 г.); Куйбышевский медуниверситет(1978 г.); СПБРНИИТО имени Р. Р. Вредена (1984 г.)
С 1970 по 1975 гг обучался в клинической ординатуре, затем аспирантуре при кафедре травматологии, ортопедии и ВПХ (зав. кафедрой и научный руководитель Л. Л. Роднянский).
Награждён юбилейной медалью «За доблестный труд» (14.04.1970). С 1975 года сотрудник кафедры — ассистент, доцент, профессор (1993).
В центральном институте травматологии и ортопедии имени Приорова (ЦИТО, Москва) в 1981 году защитил кандидатскую диссертацию «Профилактика и лечение гнойных осложнений после костной аллопластики, некоторых ортопедических заболеваний и травм».
Там же защищена в 1991 году докторская диссертация «Хирургическое лечение искривлений позвоночника методом боковой коррекции устройством Роднянского — Гупалова». В 1990 году по конкурсу избран заведующим кафедрой травматологии, ортопедии и ВПХ. В 1992 году присвоено звание профессора. Участник ВДНХ СССР (№ 1432 от 20.07.1983).
Ортопед-травматолог высшей категории с 1988 года. Награждён знаком «Изобретатель СССР» (1989 г.)
Президент Российско-японского общества ортопедической хирургии Сибири и Дальнего Востока (1993). Член-корреспондент международной Академии холода (диплом № 694-М от 18.04.1996).
Основным научным направлением работы является изучение возможности коррекции искривлений позвоночника специальным эндокорректором. Как специалист-вертебролог широко известен в России и за рубежом. Участник 9 симпозиумов Российско-японского фонда медицинского обмена (1992—2005 гг.) и 4-х Российско-китайских симпозиумов по ортопедии (1992—2000 гг.); внедрил авторские методики лечения сколиоза в Центральном институте травматологии Пекина (1996). Участник 15 выставок медицинской техники в России и рубежом(1991—2004 гг.); член научно-методического Совета РФ по высшему образованию (1985 г.)
С 2005 года член Координационного Совета медакадемии.
Является членом Научно-методического совета по высшему образованию МЗ России. Главный травматолог агентства здравоохранения края.
За вклад в развитие здравоохранения края, научные достижения, подготовку кадров награждён благодарностью главы города (2000) серебряной медалью академии естественных наук, грамотой губернатора (2002).

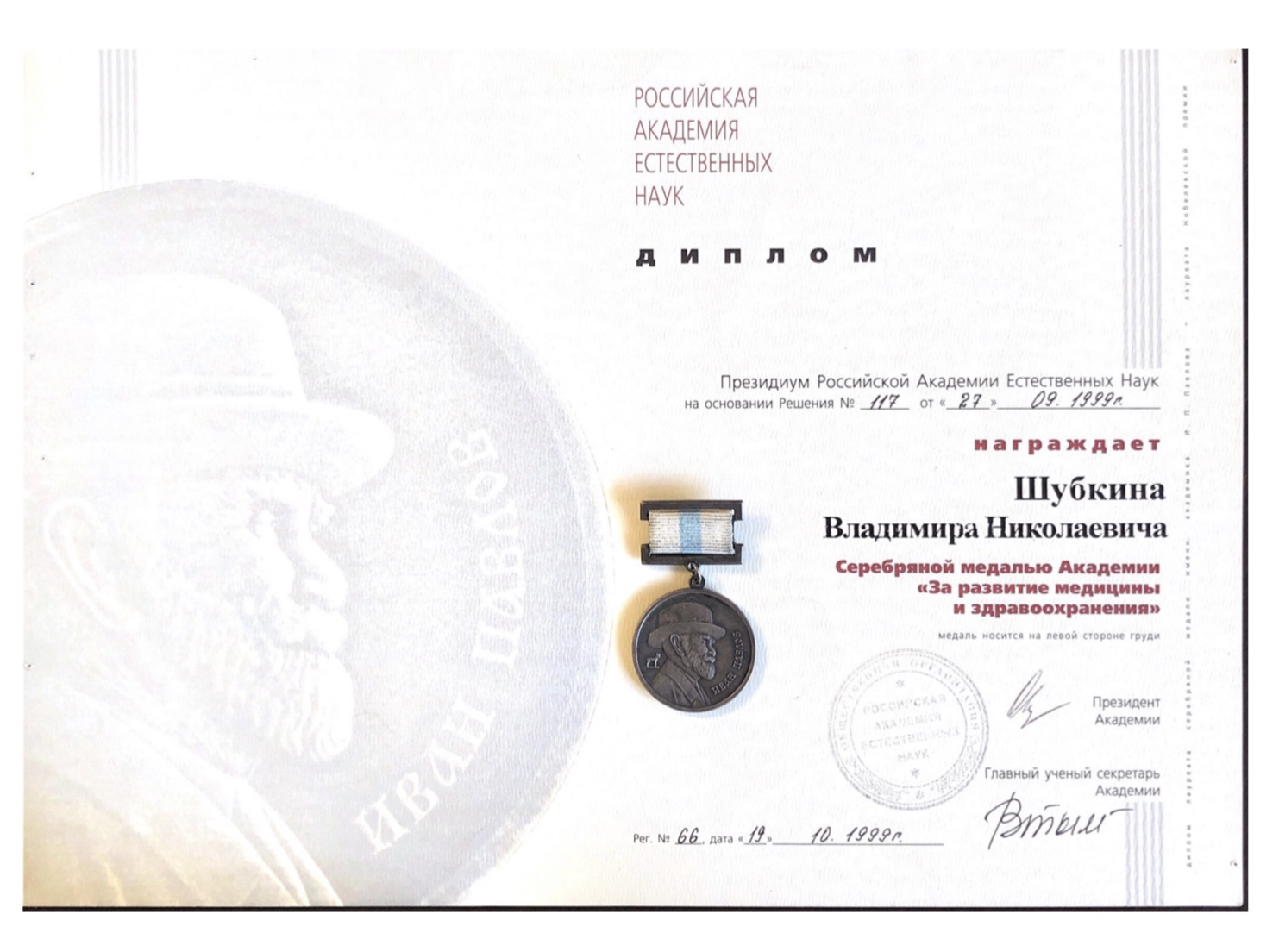

Под руководством профессора В. Н. Шубкина разработан и внедрён в практику вертебрологов России и за рубежом оперативный метод лечения сколиоза у подростков с использованием двухпластинчатого эндокорректора на специальных блоках крепления, который удостоен Первой национальной премии «Призвание» среди лучших врачей России в 2004г

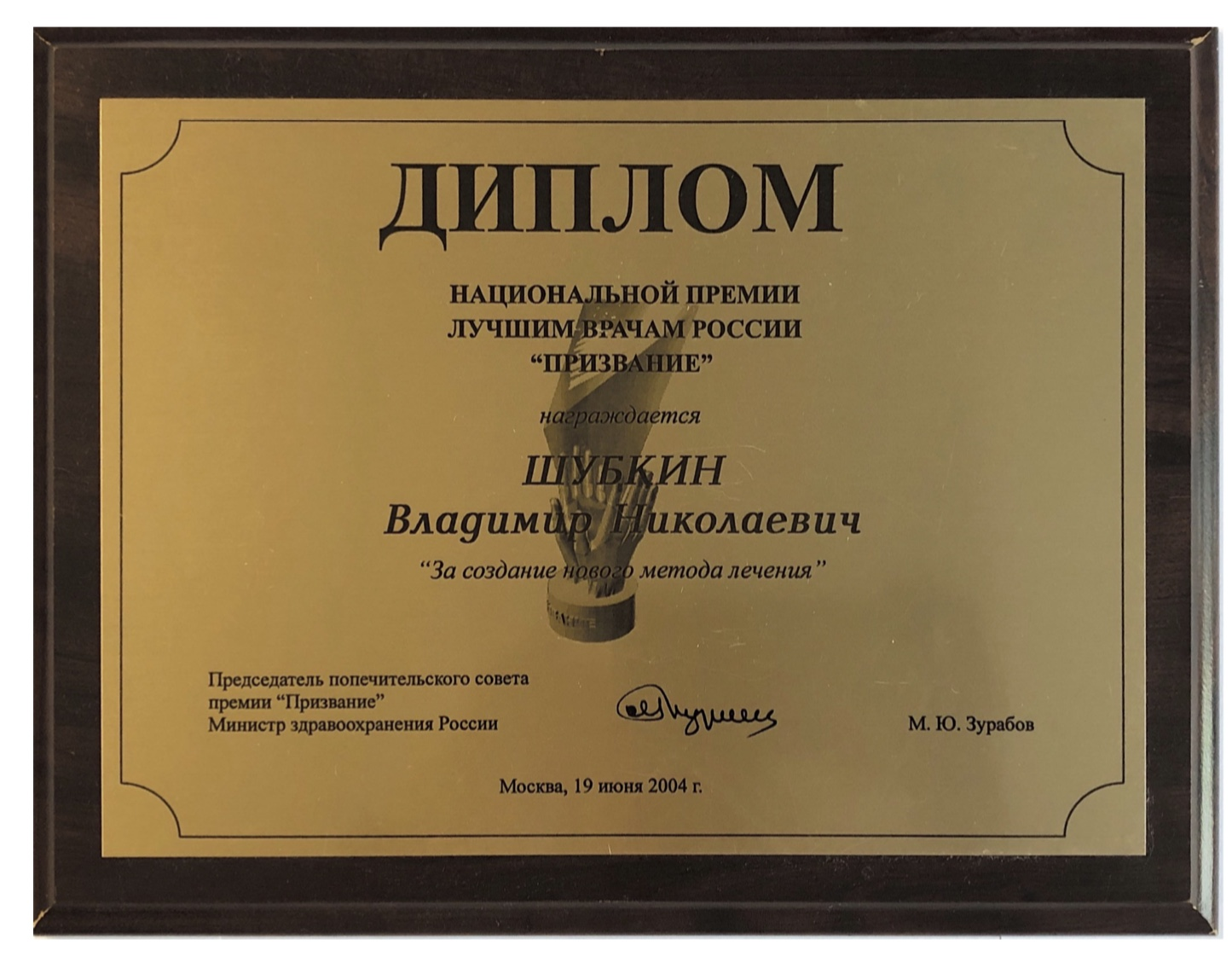

Трижды были получены годовые гранты Краевого фонда науки и грант Ниигатского университета (Япония). Научные исследования кафедры как правило проводятся с другиими научными коллективами на договорной основе. Это ПО «Красмашзавод», Аэрокосмическая академия, Технологический университет, Институт проблем Севера, школа-интернат для детей, больных сколиозом, а также Краевой врачебно-физкультурный диспансер, вычислительный центр СО АН РФ, институт биофизики СО АН, Новосибирский НИИТО (отделение генетики). За рубежом: университет г. Ниигата (Япония), ЦИТО г. Пекина (КНР), ортопедическая клиника Йоханнесбурга (ЮАР), клиника ортопедии г. Бухареста (Румыния) и другие.
Данные о В. Н. Шубкине как известном травматологе-ортопеде опубликованы в сериале «Ортопеды России» и в Енисейском энциклопедическом словаре (1998).
Будучи врачом травматологом-ортопедом высшей категории, В. Н. Шубкин руководил клиникой их 4-х отделений: травматологии, ортопедии, микрохирургии, ожогового отделения на базе ККБ № 1, курировал другие базы кафедры: ГБО № 6 (БСМП), МСЧ № 96, ГБО № 7.
В 2002 году провёл показательные операции в Санкт-Петербурге и внедрил авторскую методику хирургического лечения сколиоза. Проводил обходы больных в отделениях, вел консультативный приём в поликлинике ККБ № 1, врачебно-физкультурном диспансере, школе-интернате № 9 для детей, больных сколиозом. Выполнял оперативные вмешательства особой сложности: эндопротезирование, разгрузка тазобедренного сустава, резекция костных опухолей, лечение переломов позвоночника, а также коррекция сколиозов, кифозов с использованием собственно разработанной методики (двухпластинчатого эндокорректора). Выполнял большую оргметодработу по внедрению новых методик лечения в крае, занимая должность главного специалиста агентства по здравоохранению и социальному развитию.

## Эндокорректор в лечении сколиоза
Над созданием и совершенствованием погружных конструкций для лечения сколиоза сотрудники кафедры травматологии и ортопедии ВПХ Красноярской медакадемии и инженеры ГПП «Красмашзавода» работали свыше тридцати лет.
Данная конструкция разрабатывалась под руководством Шубкина Владимира Николаевича и предназначалась для патологических искривлений позвоночника: сколиоз 3—4 степени, кифоз, кифосколиоз, свежие или застарелые переломы позвоночника.
Методика Красноярских специалистов заключалась в прикреплении эндокорректора к искривленному позвоночнику. Само устройство изготавливалось из титанового сплава, который за счёт упругости пластин выпрямляет и удерживает позвоночник.
Данный метод позволял уже на ранних стадиях предотвратить развитие деформации и исправить искривление. Наиболее эффективен при прогрессирующей форме сколиоза, когда в тканях грудной клетки и телах позвонков нет необратимых изменений. Конструкция создавала условия для правильного развития костной структуры позвонков до окончания их роста, сохраняя при этом естественную подвижность и исключала ношение поддерживающего корсета.
Данная операция длилась в среднем около двух часов. Эндокорректор размещался непосредственно по заднему отделу позвоночника, прикрывался мышцами спины, был внешне не заметен и не вызывал неудобств в жизни. По истечении 2—3 недель пациент выписывался и мог отправляться домой, возвращаясь к нормальной жизни.
По истечении 8—10 лет, конструкцию удаляют. В этом было отличие от «традиционной» методики лечения: при поздней операции конструкция должна была оставаться в организме на всю жизнь. В отдельных случаях, удаление эндокорректора откладывалось.

## Патенты
- Устройство для коррекции искривлений позвоночника[8]
- Устройство для оперативного лечения искривлений позвоночника[9]
- Устройство для коррекции искривлений позвоночника[10]
- Устройство для коррекции позвоночника[11]